# Veřejná výzkumná instituce
Veřejná výzkumná instituce (zkratka za názvem v. v. i.) je veřejnou výzkumnou institucí, právnickou osobou, jejímž hlavním předmětem činnosti je výzkum, včetně zajišťování infrastruktury výzkumu, vymezený zákonem č. 130/2002 Sb., o podpoře výzkumu, experimentálního vývoje a inovací z veřejných prostředků.
Veřejná výzkumná instituce svou hlavní činností zajišťuje výzkum podporovaný zejména z veřejných prostředků v souladu s podmínkami pro poskytování veřejné podpory stanovenými právem Evropských společenství.
Veřejná výzkumná instituce může být zřízena Českou republikou nebo územním samosprávným celkem; jménem České republiky plní funkci zřizovatele veřejné výzkumné instituce ministerstvo, jiný ústřední orgán státní správy nebo Akademie věd České republiky v postavení organizačních složek České republiky.
Činnost veřejné výzkumné instituce musí být v souladu se zvláštními právními předpisy upravujícími veřejnou podporu. Informace o výsledcích výzkumné činnosti veřejné výzkumné instituce musí být veřejně dostupné v informačním systému výzkumu a vývoje a ve výroční zprávě o činnosti a hospodaření veřejné výzkumné instituce.

## Instituce Akademie věd ČR
Akademie věd České republiky (AV ČR) zahrnuje přes 50 vědeckých ústavů rozdělených do tří oblastí a celkem devíti sekcí:

### Oblast věd o neživé přírodě

#### Sekce matematiky, fyziky a informatiky
- Astronomický ústav AV ČR
- Fyzikální ústav AV ČR
- Matematický ústav AV ČR
- Ústav informatiky AV ČR
- Ústav jaderné fyziky AV ČR
- Ústav teorie informace a automatizace AV ČR

#### Sekce aplikované fyziky
- Ústav fotoniky a elektroniky AV ČR
- Ústav fyziky materiálů AV ČR
- Ústav fyziky plazmatu AV ČR
- Ústav pro hydrodynamiku AV ČR
- Ústav přístrojové techniky AV ČR
- Ústav teoretické a aplikované mechaniky AV ČR
- Ústav termomechaniky AV ČR

#### Sekce věd o Zemi
- Geofyzikální ústav AV ČR
- Geologický ústav AV ČR
- Ústav fyziky atmosféry AV ČR
- Ústav geoniky AV ČR
- Ústav struktury a mechaniky hornin AV ČR

### Oblast věd o živé přírodě a chemických věd

#### Sekce chemických věd
- Ústav analytické chemie AV ČR
- Ústav anorganické chemie AV ČR
- Ústav chemických procesů AV ČR
- Ústav fyzikální chemie J. Heyrovského AV ČR
- Ústav makromolekulární chemie AV ČR
- Ústav organické chemie a biochemie AV ČR

#### Sekce biologických a lékařských věd
- Biofyzikální ústav AV ČR
- Biotechnologický ústav AV ČR
- Fyziologický ústav AV ČR
- Mikrobiologický ústav AV ČR
- Ústav experimentální botaniky AV ČR
- Ústav experimentální medicíny AV ČR
- Ústav molekulární genetiky AV ČR
- Ústav živočišné fyziologie a genetiky AV ČR

#### Sekce biologicko-ekologických věd
- Biologické centrum AV ČR
- Botanický ústav AV ČR
- Ústav biologie obratlovců AV ČR
- Ústav výzkumu globální změny AV ČR

### Oblast humanitních a společenských věd

#### Sekce sociálně-ekonomických věd
- Knihovna AV ČR
- Národohospodářský ústav AV ČR
- Psychologický ústav AV ČR
- Sociologický ústav AV ČR
- Ústav státu a práva AV ČR

#### Sekce historických věd
- Archeologický ústav AV ČR, Brno
- Archeologický ústav AV ČR, Praha
- Historický ústav AV ČR
- Masarykův ústav a Archiv AV ČR
- Ústav dějin umění AV ČR
- Ústav pro soudobé dějiny AV ČR

#### Sekce humanitních a filologických věd
- Etnologický ústav AV ČR
- Filosofický ústav AV ČR
- Orientální ústav AV ČR
- Slovanský ústav AV ČR
- Ústav pro českou literaturu AV ČR
- Ústav pro jazyk český AV ČR

### Ostatní
- Středisko společných činností AV ČR

## Instituce Ministerstva dopravy ČR
- Centrum dopravního výzkumu

## Instituce Ministerstva práce a sociálních věcí ČR
- Výzkumný ústav bezpečnosti práce
- Výzkumný ústav práce a sociálních věcí

## Instituce Ministerstva školství, mládeže a tělovýchovy ČR
- Centrum pro studium vysokého školství

## Instituce Ministerstva zahraničních věcí ČR
- Ústav mezinárodních vztahů

## Instituce Ministerstva zemědělství ČR
- Národní centrum zemědělského a potravinářského výzkumu
- Výzkumný ústav lesního hospodářství a myslivosti
- Výzkumný ústav monitoringu a ochrany půdy
- Výzkumný ústav veterinárního lékařství
- Výzkumný ústav živočišné výroby

## Instituce Ministerstva životního prostředí ČR
- Výzkumný ústav pro krajinu
- Výzkumný ústav vodohospodářský T. G. Masaryka

## Instituce Českého úřadu zeměměřického a katastrálního
- Výzkumný ústav geodetický, topografický a kartografický

## Instituce Státního úřadu pro jadernou bezpečnost
- Státní ústav jaderné, chemické a biologické ochrany
- Státní ústav radiační ochrany

## Instituce Jihomoravského kraje
- Ústav archeologické památkové péče Brno

## Instituce Karlovarského kraje
- Institut lázeňství a balneologie

## Instituce Královéhradeckého kraje
- Výzkumný institut ochrany genofondů

## Instituce Ústeckého kraje
- Ústav archeologické památkové péče severozápadních Čech

## Instituce Statutárního města Liberce
- Centrum pro výzkum energetického využití litosféry

## Instituce Obce Mšené-lázně
- Výzkumný ústav balneologický